# 切霍赫拉德
切霍赫拉德，1946年至2023年间稱爲諾夫霍羅德基夫卡（烏克蘭語：Новгородківка），是位於烏克蘭東南部的村莊，由扎波羅熱州梅利托波爾區的塞梅尼夫卡市鎮負責管轄。該村始建於1869年，面積2.63平方公里，海拔高度37米，2001年人口1,180，人口密度每平方公里448.7人。